# Provocator
Provocator (лат.) — олиготипический род брюхоногих моллюсков из семейства Volutidae. Впервые выделен малакологом Р. Б. Уотсоном в 1882 году.

## Описание
Моллюски с раковинами небольшого или среднего размера, светлых оттенков без рисунка, часто покрытых толстым слоем эмали.

## Распространение
Экземпляры различных представителей найдены у берегов Южной Америки, Новой Зеландии и в южной части Индийского океана.

## Классификация
В состав рода включают следующие виды:
- Provocator alabastrina (Watson, 1882)
- Provocator corderoi Carcelles, 1947
- Provocator mirabilis (Finlay, 1926)
- Provocator palliatus (Kaiser, 1977)
- Provocator pulcher Watson, 1882typus [syn. Provocator provocator Sowerby III, 1887]